# Elezioni regionali in Lombardia del 1975
Le elezioni regionali in Lombardia del 1975 si tennero il 15-16 giugno.

## Risultati elettorali
| Liste                                                  | Voti      | %     | Seggi |
| ------------------------------------------------------ | --------- | ----- | ----- |
| Democrazia Cristiana (DC)                              | 2.182.347 | 37,48 | 32    |
| Partito Comunista Italiano (PCI)                       | 1.769.301 | 30,39 | 25    |
| Partito Socialista Italiano (PSI)                      | 818.168   | 14,05 | 11    |
| Partito Socialista Democratico Italiano (PSDI)         | 300.973   | 5,17  | 3     |
| Movimento Sociale Italiano - Destra Nazionale (MSI-DN) | 263.621   | 4,53  | 3     |
| Partito Repubblicano Italiano (PRI)                    | 179.508   | 3,08  | 2     |
| Partito Liberale Italiano (PLI)                        | 163.117   | 2,80  | 2     |
| Democrazia Proletaria (DP)                             | 143.954   | 2,47  | 2     |
| Unione Forze Democratiche                              | 1.452     | 0,02  | -     |
| Totale                                                 | 5.822.081 |       | 80    |

| Riepilogo dei seggi | Riepilogo dei seggi | Riepilogo dei seggi | Riepilogo dei seggi | Riepilogo dei seggi | Riepilogo dei seggi | Riepilogo dei seggi |
| ------------------- | ------------------- | ------------------- | ------------------- | ------------------- | ------------------- | ------------------- |
|                     |                     |                     |                     |                     |                     |                     |
| DP                  | 2                   | Nuovo               |                     | PCI                 | 25                  | ▲ 6                 |
| PSI                 | 11                  | ▲ 2                 |                     | PSDI                | 3                   | ▼ 2                 |
| PRI                 | 2                   | ━                   |                     | DC                  | 32                  | ▼ 4                 |
| PLI                 | 2                   | ▼ 2                 |                     | MSI-DN              | 3                   | ━                   |
| PSIUP               | 0                   | ▼ 2                 |                     |                     |                     |                     |

## Consiglieri eletti
| Collegio | Lista                                         | Eletto                      |
| -------- | --------------------------------------------- | --------------------------- |
| Milano   | Partito Comunista Italiano                    | Carlo Smuraglia             |
| Milano   | Partito Comunista Italiano                    | Lauro Casadio               |
| Milano   | Partito Comunista Italiano                    | Goffredo Andreini           |
| Milano   | Partito Comunista Italiano                    | Piero Ferruccio Bolchini    |
| Milano   | Partito Comunista Italiano                    | Natale Contini              |
| Milano   | Partito Comunista Italiano                    | Laura Conti                 |
| Milano   | Partito Comunista Italiano                    | Roberto Vallini             |
| Milano   | Partito Comunista Italiano                    | Giorgio Salvini             |
| Milano   | Partito Comunista Italiano                    | Eleonora Fumagalli          |
| Milano   | Partito Comunista Italiano                    | Giorgio Morpurgo            |
| Milano   | Partito Comunista Italiano                    | Egidio Gilardi              |
| Milano   | Partito Comunista Italiano                    | Riccardo Bernardi           |
| Milano   | Partito Comunista Italiano                    | Renato Parma                |
| Milano   | Democrazia Cristiana                          | Gino Colombo                |
| Milano   | Democrazia Cristiana                          | Lino Montagna               |
| Milano   | Democrazia Cristiana                          | Nino Pisoni                 |
| Milano   | Democrazia Cristiana                          | Filippo Hazon               |
| Milano   | Democrazia Cristiana                          | Vittorio Rivolta            |
| Milano   | Democrazia Cristiana                          | Luigi Ferrari               |
| Milano   | Democrazia Cristiana                          | Enrico De Mita              |
| Milano   | Democrazia Cristiana                          | Maria Paola Colombo Svevo   |
| Milano   | Democrazia Cristiana                          | Piervirgilio Ortolani       |
| Milano   | Democrazia Cristiana                          | Elio Malvezzi               |
| Milano   | Democrazia Cristiana                          | Enrico Natale Riva          |
| Milano   | Partito Socialista Italiano                   | Luigi Vertemati             |
| Milano   | Partito Socialista Italiano                   | Giorgio Gangi               |
| Milano   | Partito Socialista Italiano                   | Oreste Lodigiani            |
| Milano   | Partito Socialista Italiano                   | Renzo Thurner               |
| Milano   | Partito Socialista Italiano                   | Gianni D'Alfonso            |
| Milano   | Partito Socialista Democratico Italiano       | Renzo Peruzzotti            |
| Milano   | Partito Socialista Democratico Italiano       | Orazio Picciotto Crisafulli |
| Milano   | Movimento Sociale Italiano - Destra Nazionale | Enzo Leoni                  |
| Milano   | Movimento Sociale Italiano - Destra Nazionale | Attilio Molteni             |
| Milano   | Partito Repubblicano Italiano                 | Vittorio Olcese             |
| Milano   | Partito Repubblicano Italiano                 | Fabio Semenza               |
| Milano   | Partito Liberale Italiano                     | Armando Frumento            |
| Milano   | Democrazia Proletaria                         | Mario Capanna               |
| Bergamo  | Democrazia Cristiana                          | Giovanni Ruffini            |
| Bergamo  | Democrazia Cristiana                          | Vito Sonzogni               |
| Bergamo  | Democrazia Cristiana                          | Giuseppe Giuliani           |
| Bergamo  | Democrazia Cristiana                          | Alberto Galli               |
| Bergamo  | Democrazia Cristiana                          | Andrea Carrara              |
| Bergamo  | Partito Comunista Italiano                    | Luigi Marchi                |
| Bergamo  | Partito Comunista Italiano                    | Roberto Minardi             |
| Bergamo  | Partito Socialista Italiano                   | Salvatore Parigi            |
| Bergamo  | Democrazia Proletaria                         | Francesco Petensi           |
| Brescia  | Democrazia Cristiana                          | Vittorio Sora               |
| Brescia  | Democrazia Cristiana                          | Arturo Minelli              |
| Brescia  | Democrazia Cristiana                          | Alessandro Fontana          |
| Brescia  | Democrazia Cristiana                          | Guido Vitale                |
| Brescia  | Democrazia Cristiana                          | Damiano Scaroni             |
| Brescia  | Partito Comunista Italiano                    | Guido Frassino              |
| Brescia  | Partito Comunista Italiano                    | Diofebo Alfieri             |
| Brescia  | Partito Socialista Italiano                   | Ermenegildo Adamini         |
| Brescia  | Partito Socialista Democratico Italiano       | Andrea Cavalli              |
| Brescia  | Movimento Sociale Italiano - Destra Nazionale | Umberto Scaroni             |
| Como     | Democrazia Cristiana                          | Cesare Golfari              |
| Como     | Democrazia Cristiana                          | Giuseppe Guzzetti           |
| Como     | Democrazia Cristiana                          | Felice Bernasconi           |
| Como     | Partito Comunista Italiano                    | Domenico Mella              |
| Como     | Partito Comunista Italiano                    | Giuseppe Belgrano           |
| Como     | Partito Socialista Italiano                   | Renato Tacconi              |
| Cremona  | Democrazia Cristiana                          | Ernesto Vercesi             |
| Cremona  | Partito Comunista Italiano                    | Giovanni Chiappini          |
| Mantova  | Partito Comunista Italiano                    | Eula Asinari                |
| Mantova  | Democrazia Cristiana                          | Giancarlo Siena             |
| Mantova  | Partito Socialista Italiano                   | Gino Scevarolli             |
| Pavia    | Partito Comunista Italiano                    | Luigi Meriggi               |
| Pavia    | Partito Comunista Italiano                    | Franco Pozzi                |
| Pavia    | Democrazia Cristiana                          | Mario Campagnoli            |
| Pavia    | Partito Socialista Italiano                   | Renato Garibaldi            |
| Sondrio  | Democrazia Cristiana                          | Antonio Muffatti            |
| Varese   | Democrazia Cristiana                          | Adalberto Cangi             |
| Varese   | Democrazia Cristiana                          | Giannino Turri              |
| Varese   | Democrazia Cristiana                          | Paolo Caccia                |
| Varese   | Partito Comunista Italiano                    | Giancarlo Aloardi           |
| Varese   | Partito Comunista Italiano                    | Angelo Chiesa               |
| Varese   | Partito Socialista Italiano                   | Sergio Marvelli             |